# Monopis nigricantella
Monopis nigricantella is een vlinder uit de familie echte motten (Tineidae). De wetenschappelijke naam is voor het eerst geldig gepubliceerd in 1872 door Millière.
De soort komt voor in Europa.